# Desert Orchid
Desert Orchid (11 april 1979 – 13 november 2006), även kallad Dessie, var en engelsk kapplöpningshäst. Skimmeln uppnådde ikonisk status inom National Hunt Racing, där han var mycket omtyckt av supportrar för sin aggressiva löpstil. Han klassificerades som den fjärde bästa hästen i National Hunt genom tiderna av Timeform.

## Bakgrund
Desert Orchid var en gråskimmelvalack efter Grey Mirage och under Flower Child (efter Brother). Han föddes upp av James Burridge och tränades under tävlingskarriären av David Elsworth.
Desert Orchid sprang in totalt 311 400 dollar på 70 starter, varav 34 segrar, 11 andraplatser och 8 tredjeplatser.